# Il respiro del buio
Il respiro del buio è il terzo romanzo dello scrittore russo Nicolai Lilin, pubblicato nel 2011. A detta dell'autore è l'ultimo della sua trilogia. 

## Trama
Nicolai, congedato dopo la leva obbligatoria nell'esercito russo svoltasi nella Seconda guerra cecena rientra a Bender, sua città natale, ma affronta gravi disturbi comportamentali le cui cause sono probabilmente da ricercare nel Disturbo post traumatico da stress. S'infuria con un ufficiale dell'esercito quando scopre che sul congedo viene omesso il reale ruolo e settore di appartenenza durante la campagna in Cecenia. L'ufficiale gli spiega che essendo quella in Cecenia una guerra molto scomoda i civili e l'opinione pubblica non debbono sapere i dettagli di cosa è successo né debbono sapere che Nicolai era un cecchino di un reparto scelto di sabotatori e gli lascia il suo numero per aiutarlo a reinserirsi nel mondo del lavoro. Decide di raggiungere suo nonno in Siberia per ritrovare se stesso e seguire i consigli del parente a cui è molto legato. Dopo alcune settimane passate con lui a cacciare rientra e trova lavoro come addetto alla sicurezza di un potente ex gerarca del KGB che vive a San Pietroburgo.
A Nicolai si aprono le porte di un mondo nascosto ma altrettanto sanguinoso e pericoloso e decide di lasciare il lavoro e abbandonare la Russia.